# Résolution 2444 du Conseil de sécurité des Nations unies
Membres permanents
- Chine
- États-Unis
- France
- Royaume-Uni
- Russie

Membres non permanents
- Bolivie
- Côte d'Ivoire
- Éthiopie
- Guinée équatoriale
- Kazakhstan
- Koweït
- Pays-Bas
- Pérou
- Pologne
- Suède

Résolution no 2443 Résolution no 2445
La résolution 2444 du Conseil de sécurité des Nations unies, adoptée à l’unanimité le 14 novembre 2018, a levé toutes les sanctions à l’encontre de l’Érythrée et a réaffirmé celles prises contre les Chebabs en Somalie, après que le Conseil de sécurité a rappelé toutes ses résolutions antérieures et toutes les déclarations de sa présidence sur la situation en Somalie et en Érythrée, en particulier ses résolutions 733 (1992), 1844 (2008), 1907 (2009), 2023 (2011), 2036 (2012), 2093 (2013), 2111 (2013), 2124 (2013), 2125 (2013), 2142 (2014), 2182 (2014), 2244 (2015), 2317 (2016) et 2385 (2017),,,,,.
Le Conseil a constaté que le Groupe de contrôle chargé d’assisté le Comité des sanctions du régime Somalie et Érythrée n’a pas trouvé d’éléments concluants indiquant que l’Érythrée soutenait les Chebabs au cours de son mandat actuel et de ses quatre précédents mandats. Il a donc mis un terme, au jour de l’adoption de la résolution, à toutes les mesures qu’il avait imposées à l’Érythrée auparavant, telles qu’un embargo sur les armes, le gel des avoirs, les interdictions de voyager et d’autres sanctions ciblées,.
En conséquence, il a également décidé de renommer le Comité des sanctions associé au régime de sanction. Ce dernier reprenait son nom de Comité du Conseil de sécurité sur la Somalie ou Comité créé par la résolution 751 (1992), qu’il avait porté de sa création en 1992 jusqu’en 2009 et la résolution 1907 par laquelle le Conseil avait imposé des sanctions à l’Érythrée sous le même régime.
La résolution, présentée par le Royaume-Uni, remplace également le « Groupe de contrôle » chargé d’assisté le Comité des sanctions par un « Groupe d’experts », au 16 décembre 2018. Ce groupe d’experts reprend les prérogatives du « Groupe de contrôle » et la résolution fixe le terme de son mandat initial au 15 décembre 2019.
Enfin, la résolution a salué l'Accord de paix signé entre l'Éthiopie et l'Érythrée et a appelé cette dernière à poursuivre ses efforts avec Djibouti pour le règlement de leurs différends, dans une volonté d'apaisement des tension de la Corne de l'Afrique,,.

## Voir également
- Sanctions contre l'Érythrée
- Guerre civile somalienne
- Sanctions internationales
- Liste des résolutions du Conseil de sécurité des Nations unies sur la Somalie
- Liste des résolutions du Conseil de sécurité des Nations unies sur l'Érythrée